# Bønderne (film)
Bønderne er en kortfilm fra 2007 instrueret af Christiane Hector efter eget manuskript.

## Handling
Idealistiske løjtnant Niels har lovet sine rekrutter at vinde milliongevinsten ved en dyst på ærlighed i realityshowet Bønderne. Imidlertid er Niels' regelrette ærlighed sat ud af kraft på bondegården, og hvis Niels vil vinde millionen og medfinalisten Sandra, må han snyde for første gang i sit liv.